# 鮑季詳
鲍季详，南北朝东魏、北齐儒生，渤海（今河北省南皮县北）人。
他明晓《礼经》，听他讲解其中的文句，自然而然就可以大体明白。兼通《左氏春秋》，年轻时常为李宝鼎协助讲经，后来有了自己的大批学生，被诸儒称道。北齐天统年间，官至太学博士，在任上去世。他的從弟鮑長暄。